# Dana Carvey

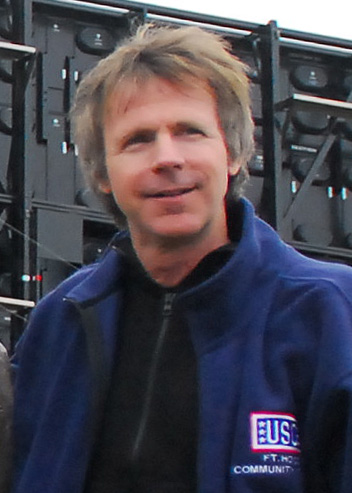
Dana Carvey, 2009

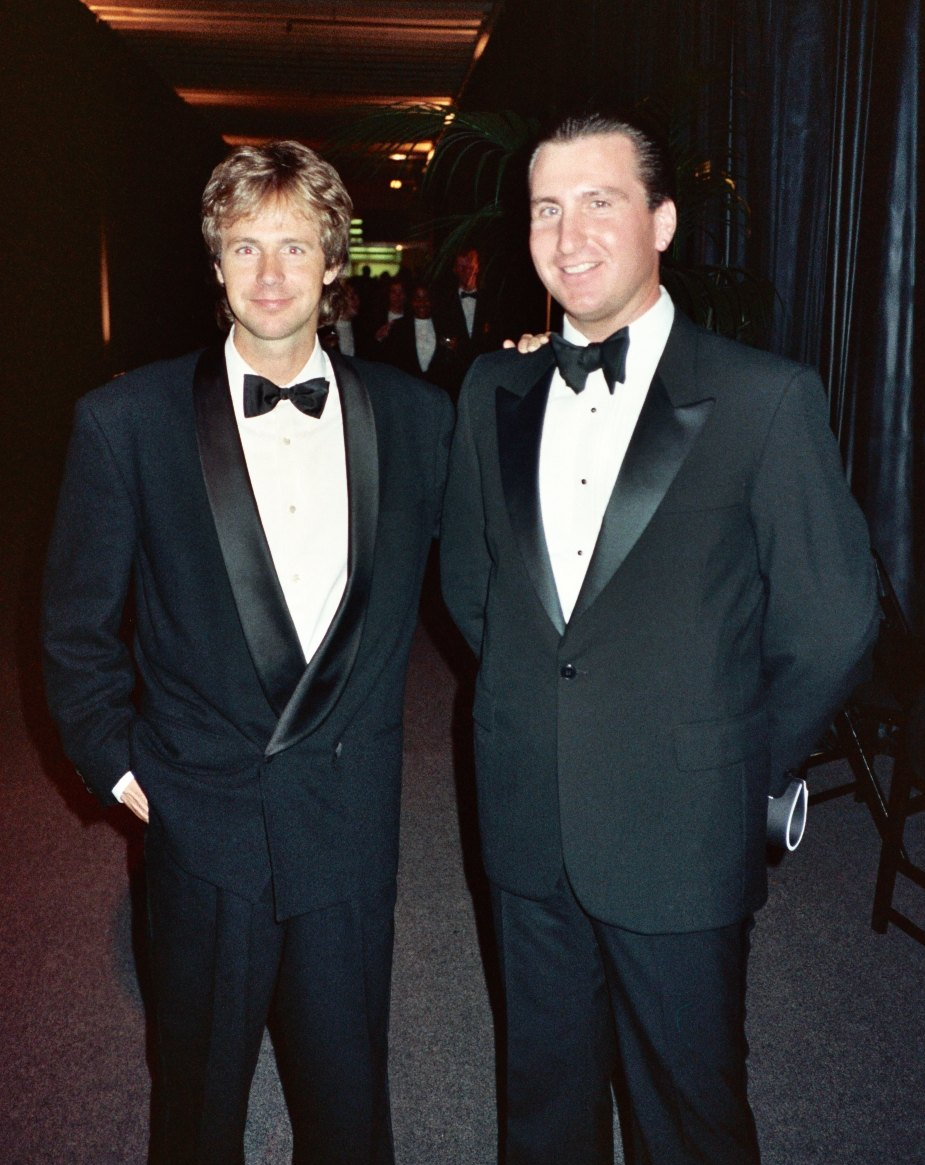
Carvey (links) und Mike Clark bei der 41. Emmy-Verleihung 1989

Dana Thomas Carvey (* 2. Juni 1955 in Missoula, Montana) ist ein US-amerikanischer Schauspieler, Komiker, Drehbuchautor und Produzent. Er ist vor allem durch seine sieben Staffeln bei Saturday Night Live (1986–1993) bekannt, für die er fünfmal in Folge für den Primetime Emmy Award nominiert wurde.

## Jugend und Ausbildung
Carvey wurde in Missoula, Montana, als viertes von fünf Kindern (mit drei älteren Brüdern und einer jüngeren Schwester) von Billie Dahl, einer Lehrerin, und William John (Bud) Carvey, einem Wirtschaftslehrer an der High School, geboren. Carvey ist der Bruder von Brad Carvey, dem Ingenieur/Designer des Video Toasters. Die Figur Garth Algar aus Wayne’s World basiert lose auf Brad. Carvey hat englische, deutsche, irische, norwegische und schwedische Vorfahren und wurde lutherisch erzogen.
Carvey machte seinen Bachelor-Abschluss in Rundfunkkommunikation an der San Francisco State University. 1977 gewann er die San Francisco Comedy Competition.

## Karriere
Carvey begann seine Fernsehkarriere in der legendären Comedy-Show Saturday Night Live, für die er, in sieben Staffeln er zwischen 1986 und 1993 diverse Sketche schrieb, Prominente parodierte (unter anderem oft George Bush sr., Woody Allen, Ross Perot und Johnny Carson) und zahlreiche verschiedene Rollen verkörperte. Eine dieser Rollen war der freundlich-naive Rocker Garth Algar, der in vielen Sketchen neben seinem Kumpel Wayne Campbell (Mike Myers) Abenteuer erlebte. Diese beiden Charaktere waren so erfolgreich, dass 1992 und 1993 zwei Kinofilme mit ihnen produziert wurden (Wayne’s World und Wayne’s World 2). Daneben spielte er in erfolgreichen Produktionen wie Archie und Harry – Sie können’s nicht lassen und Willkommen in Wellville. 
Außerdem hatte der leidenschaftliche Schlagzeuger Carvey einen Cameo-Auftritt im Musikvideo zu We Are All Made of Stars von Moby.

## Privatleben
Dana Carvey gab im November 2023 bekannt, dass er sich aufgrund des Todes seines Sohnes von der Schauspielerei und den sozialen Medien zurückziehen würde.

## Filmografie
- 1980: Alone at Last (Fernsehfilm)
- 1981: Halloween II – Das Grauen kehrt zurück (Halloween II)
- 1982: One of the Boys (Fernsehserie, 13 Episoden)
- 1984: This Is Spinal Tap
- 1984: Die Zeit verrinnt, die Navy ruft (Racing with the Moon)
- 1984: Das fliegende Auge (Blue Thunder, Fernsehserie, 10 Episoden)
- 1984: Young Lust
- 1985: Slickers (Fernsehfilm)
- 1986: Archie und Harry – Sie können’s nicht lassen (Tough Guys)
- 1986–2016: Saturday Night Live (Fernsehserie, 129 Episoden)
- 1988: Superman 50th Anniversary (Dokumentarfilm)
- 1988: Moving – Rückwärts ins Chaos (Moving)
- 1990: Der Unglücksritter (Opportunity Knocks)
- 1992: Wayne’s World
- 1992–1997: Die Larry Sanders Show (The Larry Sanders Show, Fernsehserie, 3 Episoden)
- 1993: Wayne’s World 2
- 1994: Blackout – Ein Detektiv sucht sich selbst (Clean Slate)
- 1994: Willkommen in Wellville (The Road to Wellville)
- 1994: Schneesturm im Paradies (Trapped in Paradise)
- 1996: The Shot
- 1998: Just Shoot Me – Redaktion durchgeknipst (Just Shoot Me!, Fernsehserie, Episode 2x22)
- 1998–1999: LateLine (Fernsehserie, 2 Episoden)
- 2000: Little Nicky – Satan Junior (Little Nicky)
- 2002: Meister der Verwandlung (The Master of Disguise)
- 2010: Cosmo & Wanda – Wenn Elfen helfen (The Fairly OddParents, Fernsehserie, Episode 7x13a, Stimme)
- 2011: Good Vibes (Fernsehserie, Episode 1x03, Stimme)
- 2011: Jack und Jill (Jack and Jill)
- 2013: The Funster (Miniserie, 4 Episoden)
- 2013: Rick and Morty (Fernsehserie, Episode 1x03 Anatomie-Park, Stimme)
- 2014: The Colbert Report (Fernsehserie, Episode 10x70, Stimme)
- 2014: The Birthday Boys (Fernsehserie, Episode 2x01)
- 2014: Beyond the Comics (Miniserie)
- 2015: Hotel Transsilvanien 2 (Hotel Transylvania 2, Stimme)
- 2016: Pets (The Secret Life of Pets, Stimme)
- 2017: Becoming Bond (Dokumentarfilm)
- 2017: Sandy Wexler
- 2019: Pets 2 (The Secret Life of Pets 2, Stimme)
- 2019: Bajillion Dollar Propertie$ (Fernsehserie, Episode 4x02)
- 2019: Lights Out with David Spade (Fernsehserie)